# Konderbach
Der Konderbach ist ein etwa 5,54 km langer, rechter Zufluss der Mosel in Rheinland-Pfalz. Er bildet die Grenze zwischen dem zum Koblenzer Stadtteil Karthause gehörenden Koblenzer Stadtwald und dem Dieblicher Wald der Verbandsgemeinde Rhein-Mosel.

## Geographie

### Verlauf
Der Konderbach entspringt etwa 1,5 km südwestlich von Waldesch nahe der Hunsrückhöhenstraße auf 368 m ü. NHN. Von seiner Quelle aus fließt der Konderbach vorwiegend in nördliche Richtung. Nach einer Strecke von rund 2 km münden linksseitig zwei kurze Bäche. Nur 200 m nach der Mündung den Hommelsgrabens quert die Kreisstraße K 69 in einer Serpentine den Bach. Wenig weiter flussabwärts erreicht die Landesstraße L 208 den enger werdenden Talgrund.
Von Mariaroth kommend fließt dem Konderbach links das Rother Bächelchen zu. Bei der oberen Kondermühle mündet rechts der Eschbach. Dieser in Waldesch entspringende Bach ist der bedeutendste Nebenfluss des Konderbachs. Wenig später mündet der Konderbach bei Schmitzemühle gegenüber von Winningen auf 65 m ü. NHN in die Mosel.

### Einzugsgebiet und Zuflüsse
Auf seinem 5,54 km langen Weg erfährt er 303 m Höhenunterschied, was einem mittleren Sohlgefälle von 55 ‰ entspricht. Er entwässert ein Gebiet von etwa 17,7 km².
| Stat. in km | Name                | GKZ       | Lage   | Länge in km | EZG in km² | Mündung Koordinaten | Mündungshöhe in m ü. NHN | Bemerkungen     |
| ----------- | ------------------- | --------- | ------ | ----------- | ---------- | ------------------- | ------------------------ | --------------- |
| 005,30      | Graben von der Höhe | 26998-12  | rechts | 000,0810    | 0000,0070  | ⊙                   | 33400000                 |                 |
| 004,10      | Kesselgrund         | 26998-14  | links0 | 000,5740    | 0001,0040  | ⊙                   | 23900000                 |                 |
| 004,00      | Hommelsgraben       | 26998-2   | links0 | 001,0520    | 0000,6530  | ⊙                   | 23300000                 |                 |
| 003,20      | Mariarothgraben     | 26998-312 | links0 | 000,0440    | 0000,0040  | ⊙                   | 20000000                 |                 |
| 002,20      | Rother Bächelchen   | 26998-32  | links0 | 000,7720    | 0000,9650  | ⊙                   | 16100000                 |                 |
| 001,70      | Buschgraben         | 26998-392 | links0 | 000,3840    | 0000,3640  | ⊙                   | 13800000                 | auch Scheisbach |
| 000,70      | Eschbach            | 26998-4   | rechts | 004,5730    | 0011,5970  | ⊙                   | 9000000                  |                 |

Anmerkungen zur Tabelle
1. ↑  Gewässerkennzahl, in Deutschland die amtliche Fließgewässerkennziffer mit zur besseren Lesbarkeit eingefügtem Trenner hinter dem Präfix, das einheitlich für den allen gemeinsamen Vorfluter Konderbach steht.

## Geschichte
Wie im Koblenzer Stadtwald wird auch im Kondertal von einer keltischen und römischen Besiedlung ausgegangen. Archäologische Forschungen legten die Reste einer Höhenburg in einer schwer zugänglichen Hanglage frei; Rekonstruktionsversuche mit Hilfe generativer Modellierung wurden an der Universität Koblenz unternommen.
Bis ins 20. Jahrhundert wurden Blei- und Silbererze im Kondertal abgebaut; der Bergbau geht möglicherweise schon auf die Antike zurück.
Im unteren Kondertal wurden im Mittelalter drei Mühlen betrieben (1429 genannt), deren Besitzverhältnisse wechselten und die zeitweilig an das nicht mehr existierende Kloster Mariaroth verpfändet waren. Am untersten Mühlengebäude an der Mündung in die Mosel (seit 1822 Schmitzemühle genannt) ist die ehemalige Funktion noch deutlich zu erkennen.
Im Kondertal lag eine Mineralquelle (schon 1565 belegt) und ein frühneuzeitlicher Herrensitz, das Meffertshaus.
Das Kondertal mit seinen Nebenbächen ist heute ein Naherholungs- und Wandergebiet sowie Treffpunkt für archäologische Exkursionen. Die stille Waldlandschaft an den Bachläufen zwischen bemoosten Schieferfelsen, erschlossen auf Wegen mit mehreren Bachüberquerungen über alte Holzbrücken, verleiht dem Gebiet einen naturbelassenen, romantischen Charakter.

## Infrastruktur

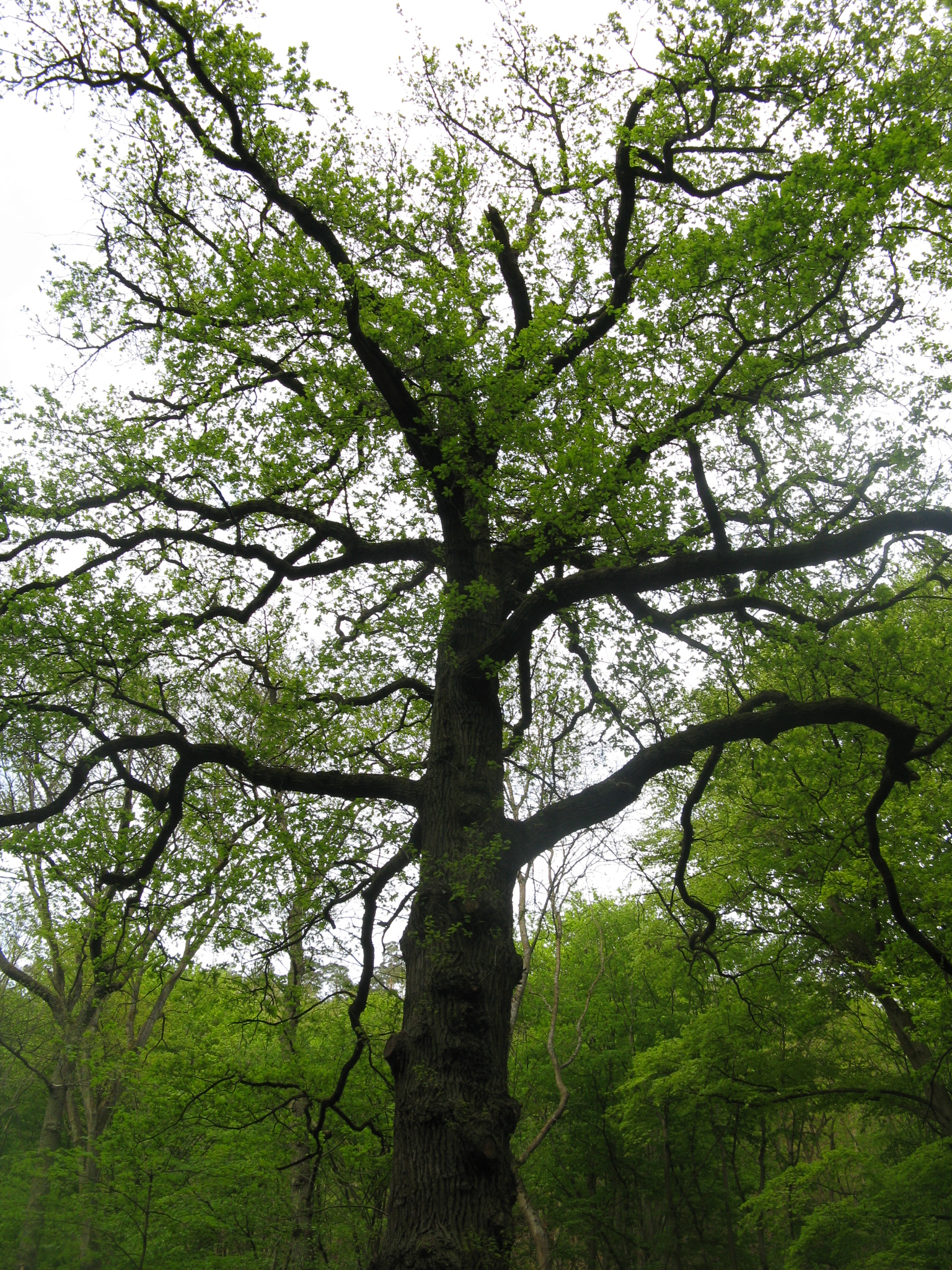
Bodewig-Eiche

Durch das Kondertal verläuft die Landesstraße 208 zwischen Dieblich und Waldesch.
Parallel ist es von Waldesch sowie vom Remstecken aus über verschiedene Wanderwege entlang des Remstecker Bachs und Eschbachs zugänglich.
Im unteren Kondertal ist die so genannte Bodewig-Eiche demjenigen Lahnsteiner Lehrer und Heimatforscher (1857–1923) gewidmet, der im Koblenzer Stadtwald um die Jahrhundertwende zahlreiche römische Relikte lokalisierte, u. a. die Villa Rustica am Remstecken sowie die Reste des Mercurius-Tempels am Pastorenpfad.
Auf dem letzten Kilometer vor der Mündung wird der Konderbach von einigen Wohnhäusern sowie einem ehemaliger Hotel, jetzt Flüchtlingsunterkunft, gesäumt, ehe er die Schmitzemühle erreicht.